# 3 000 mètres steeple masculin aux Jeux olympiques d'été de 2000
Pour un article plus général, voir Athlétisme aux Jeux olympiques d'été de 2000.
Navigation
Atlanta 1996 Athènes 2004
L'épreuve du 3 000 mètres steeple masculin aux Jeux olympiques de 2000 s'est déroulée du 27 au 29 septembre 2000 au Stadium Australia de Sydney, en Australie. Elle est remportée par le Kényan Reuben Kosgei.

## Résultats

### Finale
| Rang               | Athlète                   | Pays      | Temps         | Note |
| ------------------ | ------------------------- | --------- | ------------- | ---- |
| Médaille d'or      | Reuben Kosgei             | Kenya     | 8 min 21 s 43 |      |
| Médaille d'argent  | Wilson Boit Kipketer      | Kenya     | 8 min 21 s 77 |      |
| Médaille de bronze | Ali Ezzine                | Maroc     | 8 min 22 s 15 |      |
| 4                  | Bernard Barmasai          | Kenya     | 8 min 22 s 23 |      |
| 5                  | Luis Miguel Martin        | Espagne   | 8 min 22 s 75 |      |
| 6                  | Eliseo Martin             | Espagne   | 8 min 23 s 00 |      |
| 7                  | Brahim Boulami            | Maroc     | 8 min 24 s 32 |      |
| 8                  | Günther Weidlinger        | Autriche  | 8 min 26 s 70 |      |
| 9                  | Jim Svenøy                | Norvège   | 8 min 27 s 20 |      |
| 10                 | Khamis Abdullah Saifeldin | Qatar     | 8 min 30 s 89 |      |
| 11                 | Laid Bessou               | Algérie   | 8 min 33 s 07 |      |
| 12                 | Simon Vroemen             | Pays-Bas  | 8 min 37 s 87 |      |
| 13                 | Manuel Silva              | Portugal  | 8 min 38 s 63 |      |
| 14                 | Gaël Pencreach            | France    | 8 min 41 s 19 |      |
| 15                 | Damian Kallabis           | Allemagne | 9 min 09 s 78 |      |

## Légende
Records et Performances
- AR : Record continental (area record)
- CR : Record des championnats (championship record)
- MR : Record du meeting (meet record)
- NR : Record national (national record)
- OR : Record olympique (olympic record)
- PR : Record paralympique (paralympic record)
- PB : Record personnel (personal best)
- SB : Meilleure performance personnelle de la saison (season's best)
- WL : Meilleure performance mondiale de l'année (world leader)
- WJR : Record du monde junior (world junior record)
- WR : Record du monde (world record)

Circonstances et Conditions
- DNF : N'a pas terminé (did not finish)
- DNS : N'a pas pris le départ (did not start)
- DQ : Disqualification (disqualification)
- NM : Aucun essai valable enregistré (No Mark)
- Q : Qualifié « directement » au prochain tour (ou à la prochaine compétition), lors d'une compétition majeure, grâce au classement ou à la réalisation des minima (automatic qualifier)
- q : Qualifié au prochain tour (ou à la prochaine compétition), lors d'une compétition majeure, grâce au repêchage ou à la réalisation de l'une des meilleures performances parmi celles des « non qualifiés directement » (grâce au meilleur temps ou à la meilleure distance par exemple) (secondary qualifier)